# Tony Cedras
Tony Cedras (* 1952 in Elsies River, Kapstadt; † 29. Januar 2024) war ein südafrikanischer Jazzmusiker (Trompete, Piano, Akkordeon, Gitarre), der als Studiomusiker einem großen Publikum bekannt wurde.

## Leben und Wirken
Cedras machte erste musikalische Erfahrungen im Kirchenchor; auch begann er Akkordeon zu spielen, bevor er zur Trompete wechselte und sich dem Jazz zuwandte. Er arbeitete mit Musikern wie Jonathan Butler, Winston Mankunku, Robbie Jansen, Russell Herman und Basil Moses, unter anderem im Projekt Estudio. In den frühen 1980er Jahren ließ er sich nach Tourneen durch Südafrika in Botswana nieder, wo er mit Jonas Gwangwa im Ensemble Amandla des ANC arbeitete und auch in Europa, Kanada und Brasilien auftrat. 1985 zog er nach London, wo er die Band Kintone bildete, mit der er zwei Alben aufnahm und regelmäßig live in Großbritannien auftrat. Ende 1986 ging er zurück nach Afrika, wo er mit dem Musical Buwa und Caiphus Semenya sowie Letta Mbulu auftrat. Auf Empfehlung von Hugh Masekela holte ihn Paul Simon ihn in sein Graceland-Ensemble, mit dem bis 1989 auf Tournee war. Dann begleitete er Simon von 1990 bis 1992 auf der Right Time-Tournee. Auch arbeitete er mit Masekela, mit Miriam Makeba, mit Harry Belafonte (1993) und Henry Threadgill (Where’s Your Cup?). In dieser Zeit entstand auch sein Album Vision Over People. Seit Mitte der 1990er Jahre trat er wieder in Südafrika auf; er kehrte allerdings erst 2013 aus Brooklyn zurück. Er ist auch auf Alben von Pharoah Sanders, Gigi, Anton Fig, Francis Mbappe, Paul Simon und Joe Bonamassa zu hören.

## Diskographische Hinweise
- Vision Over People (1994)
- Love Letter to Cape Town (2014)